# Processo di Sebastopoli
Il processo di Sebastopoli fu tenuto in uno dei tribunali pubblici sovietici del dopoguerra, contro alcuni militari stranieri accusati di aver commesso dei crimini di guerra durante la seconda guerra mondiale. Furono processati 12 prigionieri di guerra tedeschi tra cui il generale Erwin Jaenecke, che in precedenza prestarono servizio nell'11a e nel 17ª armata tedesca.
Tutti i 12 imputati furono accusati di aver commesso crimini di guerra nel territorio della Crimea, in più per 4 imputati scattò la stessa accusa per il territorio di Krasnodar, per 2 imputati in Ucraina, per 2 imputati nella regione di Rostov, per 2 imputati nel Caucaso settentrionale e per 1 imputato in Moldavia. Per tutti i 12 imputati, l'accusa comprendeva: l'omicidio di civili, la distruzione dei villaggi e degli insediamenti durante la ritirata con il pretesto di combattere la resistenza, la deportazione della popolazione nei campi per i lavori forzati in Germania, l'omicidio dei prigionieri di guerra sovietici, il prelievo di sangue dai bambini sovietici per le trasfusioni sugli ufficiali tedeschi.
Tutti i prigionieri furono giudicati colpevoli: 8 persone furono condannate a 25 anni di lavori forzati e 4 persone furono condannate a 20 anni di lavori forzati. Nel 1955 furono ristabilite le relazioni diplomatiche tra l'URSS e l'allora Germania Ovest, e nel 1956, i detenuti sopravvissuti furono rimpatriati e quindi, di fatto, furono rilasciati.

## Denominazione del processo
Sui giornali sovietici del 1947, il processo fu chiamato:"Il processo nel caso delle atrocità degli invasori nazisti in Crimea e nel Kuban". Nel verdetto, il processo è chiamato in modo diverso: "Sulle atrocità degli invasori fascisti tedeschi sul territorio della regione di Crimea e nel Kuban'". In un articolo dei professori E. V. Volkov e I. V. Sibirjakov, venne utilizzato il nome "processo di Sebastopoli".

## Contesto storico

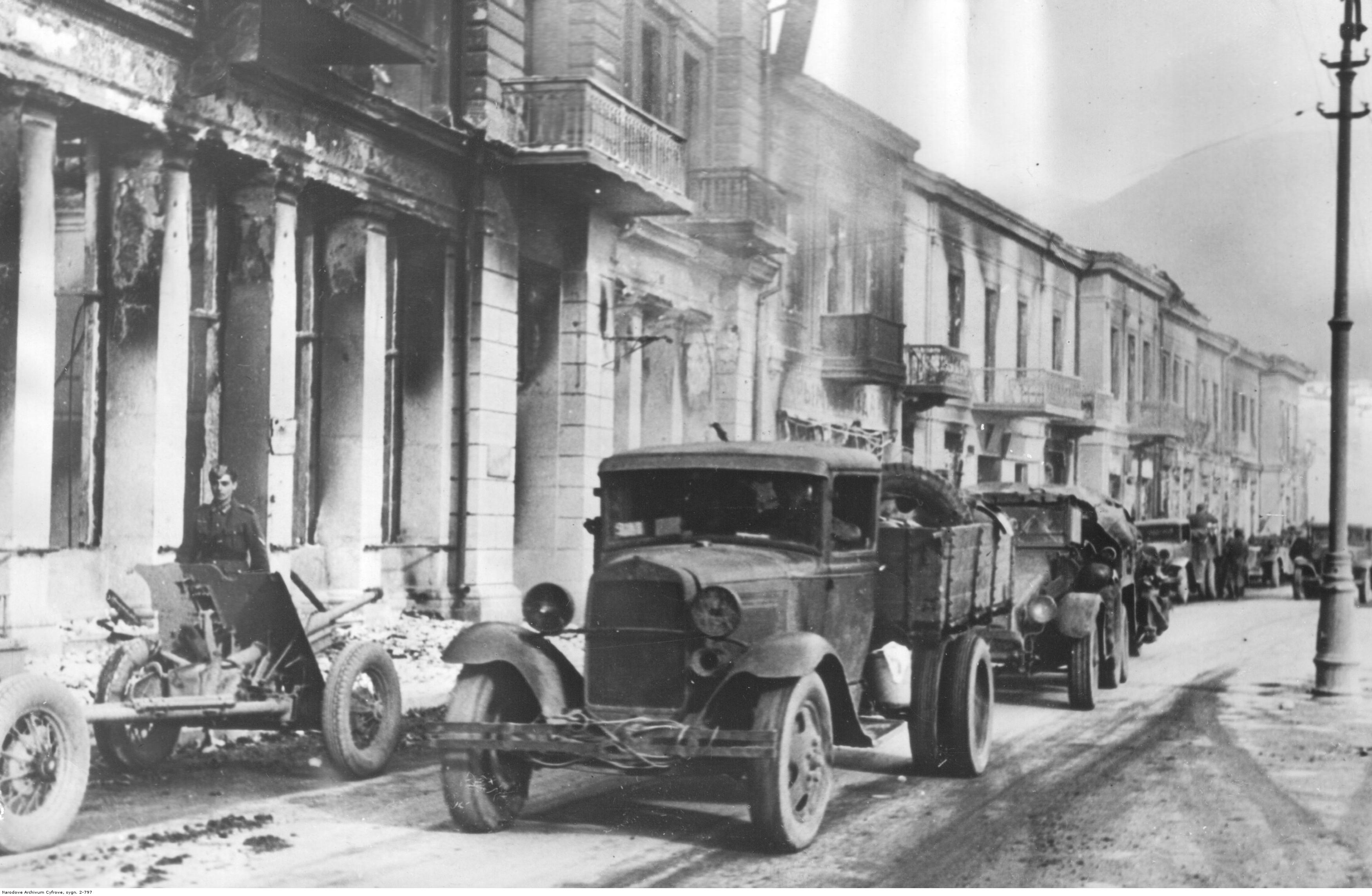
Yalta durante l'occupazione, novembre 1943

Tra l'ottobre ed il novembre 1941, l'intera Crimea ad eccezione di Sebastopoli fu occupata dalle truppe naziste tedesco-rumene; nel 1942, una parte della Crimea fu liberata dalle truppe sovietiche; nel maggio 1942, le truppe naziste occuparono nuovamente la penisola di Kerč' e nel luglio 1942 presero Sebastopoli. Alla fine del 1943 una parte della penisola di Crimea fu liberata nuovamente, nel maggio 1944 la regione fu completamente liberata. 
L'occupazione del territorio di Krasnodar iniziò tra l'agosto e settembre 1942. All'inizio di ottobre 1943, con la liberazione della penisola di Taman', il territorio di Krasnodar fu completamente liberato. 
Durante l'occupazione, la Crimea fu gravemente danneggiata, durante il processo l'accusa riferì:
- "Hanno ucciso e torturato 86943 civili e 47234 prigionieri di guerra, e hanno ridotto in schiavitù 85947 persone";
- Gli invasori tedeschi distrussero Sebastopoli, Kerč', Balaklava, in larga misura distrussero Sinferopoli, Jalta, Feodosia e altri insediamenti con i loro sanatori, le istituzioni culturali, i monumenti d'arte e di cultura. In Crimea sono state distrutte "oltre 12000 imprese e istituzioni statali, 13000 fabbricati di fattorie collettive e più di 15000 abitazioni".

Dopo la guerra, molte persone coinvolte in questi crimini furono catturate dall'Unione Sovietica. In particolare, il generale Erwin Jaenecke "cercò di fuggire nella zona di occupazione americana in Germania con documenti falsi", sotto il falso nome del tesoriere Anton Gerdes, ma fu trattenuto dalle autorità sovietiche a Freiberg l'11 giugno 1945.

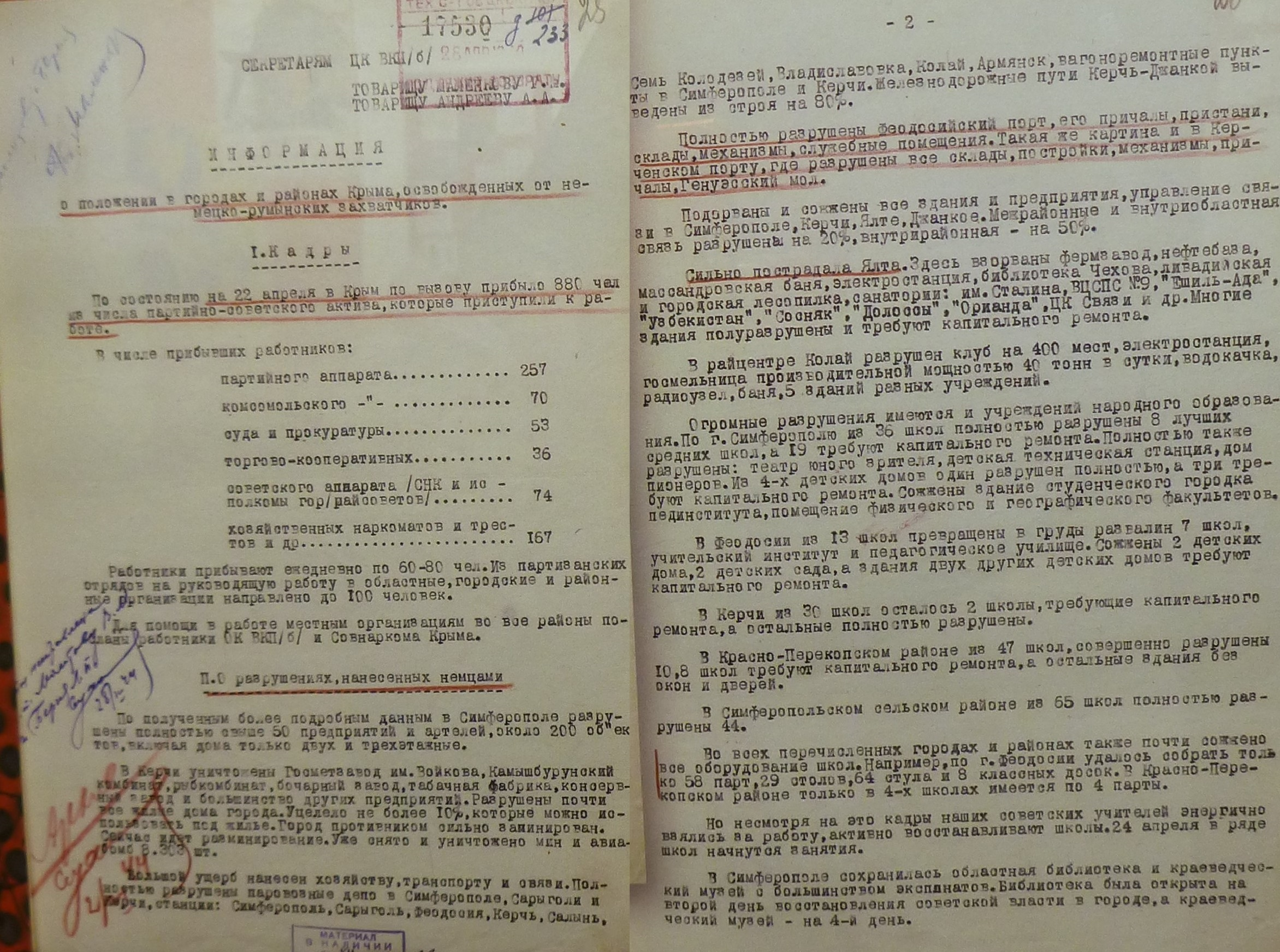
Informazioni del segretario del comitato regionale della Crimea del PCUS (b) V.S. Bulatov sulla situazione nel territorio liberato della Crimea, 24 aprile 1944

Tra il 1945 ed il 1946, si tennero alcuni processi pubblici contro i prigionieri di guerra accusati di crimini di guerra in varie città dell'URSS. In uno di questi processi, a Mykolaïv, furono presi in esame alcuni dei crimini commessi in Crimea: ad esempio il caso di Robert Berg, sergente maggiore della gendarmeria da campo, che partecipò a torture ed esecuzioni a Sinferopoli (esecuzione di 11 prigionieri di guerra), a Bachčisaraj e Sebastopoli (esecuzione di 18 persone, compresi i bambini).
Il 18 maggio 1947, il ministro degli Interni Kruglov presentò al vicepresidente del Consiglio dei ministri dell'URSS Molotov una bozza di decreto governativo sullo svolgimento dei processi pubblici in nove città: Sebastopoli, Chișinău, Černihiv, Vicebsk, Babrujsk, Stalino (l'attuale Donec'k), Poltava, Homel' e Velikij Novgorod, prevedendo tra l'altro di giudicare anche coloro che si fossero dichiarati non colpevoli.
Nel settembre 1947, Kruglov e il viceministro degli Esteri Vyšinskij, in una lettera a Stalin, indicarono che i dipendenti del Ministero degli Interni avevano raccolto il materiale necessario per il processo contro 136 criminali di guerra, tra cui 19 generali, 68 ufficiali e 49 soldati. A questo proposito, Kruglov e Vyšinskij proposero una commissione interdipartimentale per l'organizzazione dei processi con la seguente composizione:
- il Ministro della Giustizia, N. M. Ryčkov come presidente;
- il Primo Vice Procuratore Generale dell'URSS, G. N. Safonov come vice presidente;
- il Ministro degli affari interni, Sergej Kruglov;
- il Vice Ministro della Sicurezza dello Stato S. I. Ogol'cov;
- il Presidente della Corte Suprema dell'URSS I. T. Goljakov;
- il Capo del Dipartimento Giuridico del Ministero degli Affari Esteri S. A. Golunskij.

Il 10 settembre 1947, il Consiglio dei Ministri dell'URSS adottò la risoluzione sull'organizzazione dei processi aperti nelle nove città indicate.

### Preparazione del processo
La raccolta delle informazioni sui crimini di guerra in Crimea iniziò immediatamente dopo la liberazione: furono istituite delle commissioni, come anche in altri territori liberati dell'URSS, con il compito di raccogliere il materiale ed intervistare i testimoni oculari. In particolare, la commissione di Sebastopoli comprese il primo e il terzo segretario del comitato del partito, Pavel Lesik e Antonina Sarina, il presidente del comitato esecutivo della città Vasilij Efremov, e il professor Georgij Slavskij. La commissione ordinò di scavare nei siti noti delle esecuzioni dei prigionieri di guerra a nord di Sebastopoli, nell'area dell'autostrada Balaklava e nel burrone di Jucharina, complessivamente nei 190 siti investigati furono trovati 2.020 cadaveri.
Le investigazioni nei confronti dei prigionieri di guerra furono condotte per più di un anno, come risulta dalla sequenza degli arresti e dei successivi verdetti del processo:
- Keibel, il 28 settembre 1946;
- Kinne, il 16 dicembre 1946;
- Hahn, il 25 dicembre 1946;
- Radatus, il 10 gennaio 1947;
- Lineberg, il 4 ottobre 1947;
- Jaenecke, Willert, Alberti, Gusemann, Flesner e Brown il 10 ottobre 1947;
- Schreve, il 20 ottobre 1947.

L'indagine fu condotta in diverse regioni dell'URSS. Nel documento del 16 maggio 1947, firmato da T. Filippov e dal suo vice A. Z. Kobulov "sul caso dei carnefici fascisti trovati ad aver commesso delle atrocità contro cittadini sovietici, durante il periodo di occupazione della Crimea e del Kuban'”, fu annotato che furono "processati" 18 prigionieri di guerra e che il caso sarebbe stato esaminato in un tribunale aperto al pubblico.
Lo stesso documento afferma che le indagini a carico di 14 imputati furono già completate:
- Il Ministero degli Affari Interni ucraino, per l'"indagine di gruppo" contro Pedal, Guseman, Brown, Flesner, Koenig, Gaker, Eckhoff, Otseker, Gazeneder, Dikgaf e Lineberg. Gli imputati in questo caso "erano direttamente coinvolti nelle esecuzioni di massa dei prigionieri di guerra e dei civili sovietici nel fossato anticarro Bagrovskij, e di altri in punti adiacenti alle montagne, come le regioni di Kerč' e la distruzione della pacifica popolazione sovietica che si rifugiò nelle miniere di Adžimuškaj". Per il loro caso furono interrogati 13 testimoni, 6 cittadini sovietici feriti e 7 prigionieri di guerra.
- Il Ministero degli affari Interni tartaro, per i casi contro Hahn e Radatus, dove testimoniarono 7 residenti della regione della Crimea.
- Il Dipartimento del Ministero degli Interni, per la Regione di Sverdlovsk, nel caso contro Alberti.

Il documento affermava che 17 accusati su 18, ad eccezione di Willert, ammisero la propria colpevolezza. Willert ammise parzialmente la sua colpa:
Secondo i suoi ordini, i beni materiali delle imprese industriali e delle istituzioni mediche nella città di Jevpatorija furono saccheggiati ed in parte distrutti.
Willert si è dichiarato colpevole solo per il fatto di essere stato coinvolto nella distruzione dei beni e di aver partecipato alla deportazione della popolazione sovietica nei campi di lavoro in Germania, tuttavia, è pienamente esposto dalla testimonianza dei prigionieri di guerra von Lesten e Kisling, nonché dall'atto della Commissione repubblicana di Crimea del 5 febbraio 1945, che Willert era responsabile delle atrocità commesse dagli invasori tedeschi in Evpatoria.»
Nello stesso documento, fu riportato anche che Jaenecke ammise pienamente la colpevolezza dei crimini a lui imputati. Tutti gli accusati commisero dei crimini in Crimea, solo nei confronti di Kinne il documento non chiarisce la colpevolezza dei suoi crimini.
Alcuni degli accusati furono anche accusati dei crimini commessi in altri territori dell'URSS:
- Erwin Jaenecke, nel Kuban';
- Georg Pedal, a Charkiv ("atrocità commesse nella regione e nella città di Kerč', Feodosia e Charkiv");
- Kinne, nel Caucaso settentrionale ("ha preso parte alla distruzione di alcuni edifici residenziali nelle città di Nal'čik e Georgievsk");
- Alberti, nelle oblast' di Kuban' e Rostov ("ha dato l'ordine di sterminare la popolazione ebraica nelle città di Taganrog e Novorossijsk").

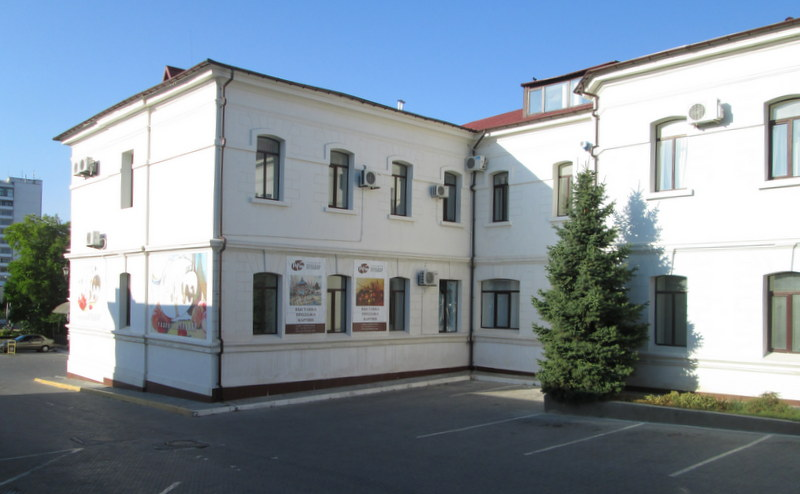
Ex edificio della prigione di Sebastopoli

Il 19 ottobre 1947, il giornale "Gloria di Sebastopoli" pubblicò un messaggio dell'Ufficio del procuratore dell'URSS sull'imminente processo nel quale fu annunciato il procedimento contro l'ex comandante della 17ª armata tedesca Erwin Jaenecke, e contro diversi ufficiali, in qualità di "organizzatori delle atrocità dirette contro la popolazione civile". Dopo 10 giorni, i 20 volumi dell'indagine furono consegnati a Sebastopoli, dove gli imputati furono rinchiusi nel carcere cittadino.
Tra la fine di ottobre e l'inizio di novembre 1947, le investigazioni continuarono in Crimea. Altri collaborazionisti sovietici testimoniarono sulle attività degli accusati, come ad esempio M. Kljuev, un lavoratore ausiliario dell'Ortskomandatur di Jevpatorija, il 20 ottobre 1947, e M. Kamenskaja, un'altra lavoratrice, il 13 ottobre 1947. Il 17 ottobre 1947 testimoniò N. F. Sulima, l'ex sindaco di Eupatoria, condannato a 10 anni di carcere. Allo stesso tempo, Sulima citò con precisione le azioni specifiche degli occupanti, preferendo però di riferire un quadro generale delle loro attività. L'11 gennaio 1942, il quotidiano "Vedomosti" di Eupatoria pubblicò che circa 2000 persone furono fucilate con l'arrivo in città dei nazisti. Durante l'interrogatorio, Sulima dichiarò di aver appreso dell'esecuzione, per la prima volta, dal comandante di Eupatoria solo nella primavera o nell'estate del 1942 e che furono uccise 1500 persone. Il 20 ottobre 1947 fu interrogata V. Skripka, impiegata contabile dal giugno 1942, che raccontò dell'invio dei treni di cittadini sovietici da Eupatoria nel periodo 1942-1943.
Il 24 ottobre 1947, P. Keibel durante l'interrogatorio cercò di nascondere l'entità dei crimini negando l'uso della tortura contro i prigionieri, inoltre affermò che per quasi due anni la polizia e le SS a Eupatoria arrestarono circa 500 cittadini sovietici, la maggior parte dei quali fu sottoposta a non più di 14 giorni di fermo. Durante un confronto tra Willert e Keibel, il 1º novembre 1947, i dettagli del piano per distruggere l'economia di Eupatoria divennero chiari: in una riunione alla fine del 1943, "Il maggiore Willert lesse l'ordine segreto dell'ufficio del comandante No. 751", emesso sulla base dell'ordine del comandante in capo delle truppe in Crimea. Secondo tale ordine, "in caso di evacuazione di Eupatoria", l'Ortskomandant fu responsabile "di portare a termine la distruzione dei punti strategici militari, come caserme, fortificazioni militari, centrali elettriche, depositi di grano, ferrovie e altri ponti e impianti industriali". In questo incontro, oltre Willert partecipò anche Paul Keibel: tale ordine fu eseguito dall'11 al 12 aprile 1944.
Il 4 novembre 1947, il sergente maggiore Willy Schweigofer, testimoniò sulle esecuzioni del gennaio 1942, sugli incessanti arresti e sui rastrellamenti regolari avvenuti a Jevpatorija con una frequenza di 1-2 volte a settimana. Come risultato di questi raid, alcuni dei detenuti furono fucilati immediatamente mentre i restanti furono deportati in Germania. Il primo treno (con circa 1500 persone) partì verso Klagenfurt nel giugno 1942, il secondo treno (con circa 1500 persone) partì nell'agosto, il terzo (con circa 1000 persone) partì nel settembre 1942. Schweigofer dichiarò:
L'8 novembre 1947, il procuratore militare della flotta del Mar Nero Kamynin, firmò l'atto d'accusa contro i 12 imputati, approvato nello stesso giorno dal procuratore militare e capo delle forze armate dell'URSS Nikolai Afanasyev. L'accusa non includeva 7 delle 11 persone dell'indagine, indicate nel documento della Direzione generale per i prigionieri di guerra e gli internati del 16 maggio 1947 e cioè Pedal, Gaker, Eckhoff, Otseker, Gazeneder e Dikgaf. Tra i 12 imputati sono stati inclusi 4 imputati (Flesner, Brown, Gusemann e Lineberg) dell'indagine. Nell'atto d'accusa furono accusati solo della decimazione della popolazione sovietica nascosta nelle cave di Adžimuškaj, mentre l'episodio delle esecuzioni nelle vicinanze di Kerč' non fu loro imputato. Inoltre, l'accusa includeva Schreve, assente nel documento datato 16 maggio 1947.

## Composizione del tribunale
Il caso fu esaminato dal tribunale militare della flotta del Mar Nero, ed era composto da:
- Presidente del Consiglio, il maggiore generale Zajcev;
- I membri del tribunale sono il colonnello Evsikov e il tenente colonnello Fedorčukov.

L'accusa fu sostenuta dal procuratore militare della flotta del Mar Nero, il maggiore generale D. G. Kamynin e dal tenente colonnello Markelov. Tutti gli imputati furono processati ai sensi dell'articolo 1 del decreto del Presidium del Soviet Supremo dell'URSS del 19 aprile 1943.

## Le accuse contro gli imputati del processo di Sebastopoli

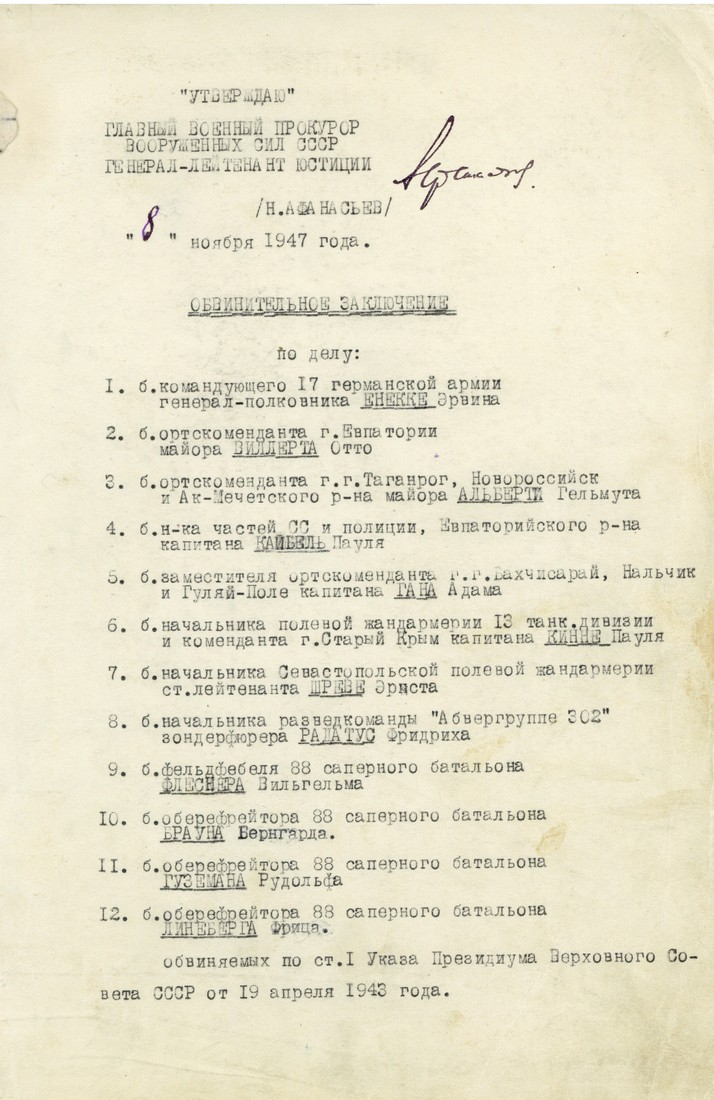
Atto d'accusa al processo di Sebastopoli (1 pagina con l'elenco degli imputati). Approvato l'8 novembre 1947.

Le accuse specifiche erano le seguenti:
- Erwin Jaenecke, generale, nato nel 1890. Fu accusato di aver portato nel settembre 1943, 40 bambini di età compresa tra 6 e 13 anni dal villaggio di Gornostaevskaja presso l'ospedale degli ufficiali tedeschi a Staro-Titarovskaja, dove c'era il quartier generale della 17ª armata. I medici dell'ospedale prelevarono il sangue dai bambini per le trasfusioni ai feriti. "Per questo atto, i bambini sono morti e i loro cadaveri sono stati gettati dai tedeschi fuori in periferia". Sempre per ordine di Jaenecke, durante l'evacuazione del 17ª armata tedesca in Crimea dalla penisola di Taman, l'intera popolazione abile fu rimossa con la forza, in totale circa 106000 persone. In Crimea, nell'ottobre-novembre 1943 e nell'aprile 1944, furono fucilati tutti i prigionieri dei campi di concentramento e delle prigioni, circa 6500 persone in totale. Per ordine di Jaenecke, tra il novembre e il dicembre 1943, fu creata una zona intorno alle regioni della Crimea per combattere la resistenza, da Belogorsk a Bachčisaraj per una superficie complessiva di 800 km². Durante l'operazione per sistemare questa zona, i tedeschi bruciarono 30 villaggi, uccisero circa 300 residenti, sfrattarono più di 2000 persone saccheggiando la maggior parte delle loro proprietà. Jaenecke fu anche accusato di aver distrutto le strutture economiche e di supporto vitale a Sebastopoli durante l'evacuazione della 17ª armata dalla Crimea nell'aprile-maggio 1944.
- Otto Willert, maggiore della Wehrmacht, nato nel 1897. Nel giugno-dicembre 1942, Willert prestò servizio come ufficiale per gli incarichi speciali, fu vice capo dell'ufficio del comandante militare a Jevpatorija, e fino al febbraio 1944 ricoprì anche la carica di comandante militare di Jevpatorija. Durante il suo servizio a Eupatoria, diede personalmente gli ordini per l'esecuzione di diverse dozzine di persone. Nell'estate del 1943 ordinò l'arresto e l'impiccagione nel parco cittadino di due passanti per aver strappato un manifesto di Hitler. Willert organizzò la rimozione forzata di circa 5000 residenti di Eupatoria, destinati in Germania ai lavori forzati, ed elaborò anche un piano per la distruzione dell'economia cittadina nel caso in cui le truppe tedesche si fossero ritirate dalla Crimea. Secondo tale piano, "nell'aprile 1944, durante la ritirata dei tedeschi da Eupatoria, furono portati via diversi beni appartenenti a organizzazioni e istituzioni pubbliche, numerosi sanatori furono saccheggiati e distrutti, gli impianti industriali furono fatti esplodere ed i quartieri residenziali furono ridotti in rovina. Willert è stato anche accusato di aver saccheggiato le proprietà dei circa 10000 residenti di Novorossijsk deportati a lavorare in Germania.
- Helmut Alberti, maggiore, nato nel 1891. Prestò servizio come comandante di Taganrog e Novorossijsk. In entrambe le città, Alberti organizzò la ricerca e l'uccisione di circa 3000 persone accusate di essersi opposte alle autorità di occupazione. Nel gennaio 1943, Alberti organizzò lo sgombero di circa 10000 civili da Novorossijsk, confiscandone le proprietà. Nel periodo da ottobre 1943 ad aprile 1944 fu in servizio come comandante di Ak-Mečet. In questa posizione, Alberti organizzò la rimozione forzata di oltre 900 cittadini sovietici per il lavoro forzato in Germania. Su suo ordine, i soldati dell'ufficio del comandante picchiarono quattro marinai di una torpediniera sovietica. Per ordine di Alberti, durante il ritiro delle truppe tedesche dalla Crimea, furono distrutti gli impianti industriali ed i servizi municipali di Čornomors'k. Anche a Taganrog, Novorossijsk e Ak-Mosque, Alberti "con l'aiuto della gendarmeria e della polizia a lui subordinati, spinse la popolazione sovietica a pesanti lavori difensivi, indipendentemente dalla salute e dall'età".
- Paul Keibel, SS-Hauptsturmführer, nato nel 1899. Dal luglio 1942 all'aprile 1944, Keibel fu il comandante delle SS e delle unità di polizia del distretto di Jevpatorija. Eseguendo gli ordini del comandante di Eupatoria, Keibel organizzò le esecuzioni di circa 500 residenti locali, le requisizioni e il trasferimento forzato della popolazione in Germania. "Personalmente, il 2 maggio 1944, Keibel consegnò 400 cittadini sovietici inviati con la forza in Germania via mare da Sebastopoli a Costanza". Keibel prese parte all'operazione per creare una "zona morta" per combattere la resistenza: una compagnia sotto il suo comando bruciò 10 villaggi uccidendo 26 abitanti.
- Adam Hahn, capitano, nato nel 1887. Dall'ottobre 1943 all'aprile 1944, fu in servizio come vice comandante di Bachčisaraj. Durante l'operazione per creare la "zona morta", su suo ordine a Manguš furono fucilati circa 120 uomini di diverse età ("Hahn supervisionò personalmente la selezione dei cittadini per l'esecuzione"). Hahn supervisionò anche l'invio di quasi 4000 persone da Bachčisaraj in Germania; fu anche coinvolto nella deportazione della popolazione di Nal'čik e Huljajpole in Germania. Sempre a Huljajpole, nel luglio 1942, "interrogò personalmente e torturò gravemente un paracadutista sovietico gravemente ferito". Come ufficiale dell'Ortskomandatur n. 794 a Nal'čik e Huljajpole, Hahn fu coinvolto nella registrazione e nell'arresto di alcuni cittadini sovietici.
- Ernst Schreve, tenente capo della gendarmeria, nato nel 1895. Dal luglio 1942 al maggio 1944, fu il capo della gendarmeria da campo di Sebastopoli. Schreve organizzò i rastrellamenti e le esecuzioni della popolazione, dalle 1000 alle 1500 persone: in particolare, durante i rastrellamenti del 3 luglio 1942, "come prigionieri di guerra, furono raccolte più di 40000 persone, la maggior parte delle quali non aveva nulla a che fare con il servizio militare". Dopo le esecuzioni di alcuni cittadini, gli altri furono mandati a piedi nei campi. Sempre a fine luglio 1942 nella zona del "4° chilometro", 150 prigionieri di guerra sovietici furono fucilati nell'infermeria del campo. Il 4 dicembre 1943, 1000 prigionieri di guerra sovietici furono caricati su una chiatta che fu data alle fiamme, e "quando i pacifici cittadini sovietici della città di Sebastopoli cercarono di aiutare i prigionieri, la gendarmeria guidata da Schreve, sparò a questi cittadini per impedire loro di aiutare i prigionieri sovietici". Il 1º settembre 1942, Schreve organizzò l'impiccagione di tre adolescenti di 15 anni accusati di sabotaggio. Schreve fu coinvolto anche nella distruzione di alcuni edifici a Sebastopoli.
- Paul Kinne, capitano, nato nel 1914. Nel 1943 prestò servizio come comandante in Crimea e poi come capo della gendarmeria da campo della 13ª Divisione Panzer. "Di sua iniziativa, Kinne identificò tra i prigionieri di guerra dell'esercito sovietico i comandanti, i commissari e gli istruttori politici con l'obiettivo della loro successiva esecuzione". Nel 1942, per rappresaglia, Kinne identificò e consegnò 61 persone di Rostov sul Don e 40 persone di Taganrog. Fu coinvolto nell'esecuzione di oltre 200 persone nel Kuban' nel febbraio 1943 durante la scorta di un convoglio di 600 prigionieri sovietici dal villaggio di Timaševskaja a Krasnodar. Inoltre, Kinne fu coinvolto nell'esecuzione in Moldova, nel maggio 1944, nei pressi del villaggio di Bum, a 25 chilometri da Chișinău, di circa 100 prigionieri di guerra feriti, ai quali, secondo Kinne, fu rifiutato l'ingresso nel campo. Tra l'agosto e settembre 1942, Kinne "nelle città di Majkop, Mozdok, nonché nelle aree di Malij Malgobek, nel villaggio di Kurgannaja, e nel villaggio di Gnadenberg, sotto le spoglie di combattenti partigiani e ufficiali dell'intelligence, ordinò l'esecuzione di circa 40 cittadini sovietici". Kinne fu anche coinvolto negli incendi dei villaggi e nella deportazione degli abitanti dei villaggi in Germania, condotti dalla gendarmeria da campo della 13ª Divisione Panzer durante la sua ritirata. Kinne fu anche impegnato nella distruzione degli insediamenti nel Kuban' e nel Caucaso settentrionale, nella distruzione degli edifici residenziali a Nal'čik e Georgievsk, nello sfratto dei residenti locali (in particolare i residenti di Ardon ed Elchotovo) e nelle esecuzioni. Nel settembre 1942, "nel Caucaso settentrionale, per ordine di Kinne, i gendarmi spararono a 40 cittadini sovietici". Inoltre, i gendarmi, per ordine di Kinne, distrussero i magazzini del pane, carburante e lubrificanti. Fu impegnato nella distruzione degli insediamenti in Ucraina: "tra l'agosto ed il settembre 1943, tra le città di Mariupol' e Melitopol', la gendarmeria agli ordini di Kinne bruciò 10 villaggi, mentre i residenti furono allontanati per lavorare e le loro proprietà furono saccheggiate".
- Friedrich Radatus, Sonderführer del "Battaglione Abwehr 302", nato nel 1903. Operò dal luglio 1943 all'aprile 1944 nell'area della Crimea e di Feodosia contro i partigiani. Partecipò personalmente alla tortura durante gli interrogatori e all'esecuzione di 31 prigionieri. Nel gennaio-febbraio 1944 partecipò all'esecuzione di 10 residenti della regione di Karasubazar, tra cui 2 donne.
- Wilhelm Flesner, sergente maggiore della 3ª compagnia dell'88º battaglione genieri della 46ª divisione di fanteria dell'11ª armata, nato nel 1915. Fu coinvolto nel far saltare in aria gli ingressi alle cave di Adžimuškaj, uccidendo almeno 3000 civili nelle cave.
- Bernhardt Brown, caporale, nato nel 1921. Prese parte nell'uccisione di civili e prigionieri di guerra sovietici. Uccise personalmente 4 persone e partecipò all'esecuzione di altri 45 cittadini sovietici.
- Rudolf Gusemann, caporale, nato nel 1919. Collaboratore di Brown e Flesner. Partecipò nei crimini contro i genieri della 46ª divisione. Inoltre, insieme ad altri militari della Wehrmacht, uccise più di 50 cittadini sovietici oltre ad aver "ucciso personalmente 4 persone".
- Fritz Lineberg, caporale al comando della 2ª compagnia dell'88º battaglione genieri, nato nel 1922. Partecipò nei crimini contro i genieri della 46ª divisione "per 4 giorni con un gruppo di soldati, sorvegliò le uscite dalle cave e, mentre era sul posto, sparò ripetutamente in direzione delle uscite".

Secondo il verdetto i 12 imputati furono di nazionalità tedesca. 10 imputati su 12 nacquero in Germania, Willert nacque in territorio cecoslovacco, che al momento della sua nascita fu parte dell'Impero austro-ungarico. La città natale di Willert, Nový Jičín, indicata come "Neititstein" nel verdetto, secondo l'accordo di Monaco del 1938 passò alla Germania. Radatus nacque a Riga, che a quel tempo era parte dell'Impero russo.
Il verdetto indicò anche l'appartenenza alle organizzazioni naziste: 6 imputati furono membri del NSDAP (Willert, Alberti, Keibel, Hahn, Schreve e Radatus) mentre 2 imputati furono membri della gioventù hitleriana (Brown e Guseman).
Dei 12 imputati, alcuni furono accusati di aver commesso altri crimini al di fuori della Crimea: 4 imputati (Jaenecke, Willert, Alberti, Kinne) commisero crimini nel Kuban'; 2 imputati (Kinne e Hahn) commisero crimini nel Caucaso settentrionale; 2 imputati (Kinne e Hahn) commisero crimini sul territorio ucraino; 2 imputati (Kinne e Alberti) commisero crimini nella regione di Rostov; 1 imputato (Kinne) commise un reato nel territorio della Moldova.
Tre imputati furono inoltre accusati dell'Olocausto: Alberti ordinò lo sterminio di massa degli ebrei di Taganrog e Novorossijsk; Schreve fu coinvolto nello sterminio di massa degli ebrei di Sebastopoli dopo la presa della città nell'estate del 1942; Hahn diresse gli arresti e le esecuzioni degli ebrei a Nal'čik e Huljajpole, trattandoli alla pari degli attivisti sovietici.

## Prove dell'accusa
Come prove delle accuse contro gli imputati furono utilizzate:
- Le testimonianze dirette dei testimoni, sia di cittadini sovietici che di prigionieri di guerra tedeschi;
- Le confessioni e le testimonianze degli imputati stessi;
- Gli atti delle commissioni istituite dalla Commissione Straordinaria di Stato;
- Gli atti di medicina legale;
- Le stesse ordinanze degli imputati, in particolare quelle riguardanti Alberti, la cui colpevolezza fu confermata "dalle ordinanze allegate al caso";
- Le foto scattate, in particolare dei cadaveri dei fucilati;
- Altri documenti: in particolare, è stata confermata la colpevolezza di Schreve nei crimini contro i prigionieri di guerra sovietici, tra l'altro, dal "registro dei prigionieri di guerra sovietici feriti e malati detenuti nel campo di prigionia".

### Testimoni dell'accusa
In totale, al processo parteciparono 42 testimoni, incluso il sacerdote della chiesa di Alušta P. A. Kljagin.

## La linea di difesa e gli avvocati degli imputati
Gli imputati seguirono diverse linee di difesa: per Erwin Jaenecke la non ammissione di colpa in riferimento alle condizioni di guerra; per Adam Hahn ed Ernst Schreve, l'ammissione parziale di colpa.
Erwin Jaenecke affermò che tra i 300000 suoi subordinati potessero esserci dei singoli criminali, ma questa affermazione "è ridicola quanto accusare il consiglio comunale di Sebastopoli dei crimini commessi dai residenti che vivono sul suo territorio". Jaenecke giustificò le sue azioni con le azioni di guerra e affermò che le testimonianze e le accuse contro di lui erano state inventate. Otto Willert negò le accuse di saccheggio delle proprietà dei residenti di Novorossijsk inviati in Germania: "Non abbiamo derubato, abbiamo confiscato". Paul Keibel cercò di scaricare la colpa sul suo comandante Jaenecke, affermò che il piano per la distruzione di Eupatoria fu sviluppato su ordine personale di Jaenecke.
Gli imputati furono difesi dagli avvocati sovietici Ljubimov, Tatarincev, Vvedenskij, Grinev, Erofanov, Micheev. L'avvocato N. A. Micheev nel dicembre 1947 parteciperà come difensore anche nel processo di Novgorod.

## Il procedimento
Il processo di Sebastopoli si svolse nella Camera degli ufficiali della flotta del Mar Nero. Nel foyer fu organizzata una mostra fotografica con tre pannelli di documenti fotografici e diagrammi: le foto mostrarono le rovine di Sebastopoli, Kerč', Novorossijsk, i cadaveri dei cittadini sovietici fucilati, torturati, bruciati e sepolti.
Il 21 novembre 1947, all'udienza del tribunale parlò il procuratore militare D. G. Kamynin, che chiese la pena di morte per tutti gli imputati o 25 anni di reclusione nei campi di lavoro forzato.

## Il verdetto, il suo appello e l'esecuzione
Il 23 novembre 1947 la corte emise la sentenza:
- 8 imputati, Jaenecke e gli ufficiali, furono condannati a 25 anni di reclusione ciascuno;
- 4 imputati, V. Flesner, B. Braun, R. Guseman e F. Lineberg, tutti con grado inferiore, furono condannati a 20 anni di reclusione ciascuno.

Per la sentenza fu previsto il diritto di appello:
Il verdetto fu impugnato, il 20 marzo 1948 il Collegio Militare della Corte Suprema dell'URSS confermò il verdetto. Il 13 luglio 1947, su una copia del verdetto, attualmente conservata negli archivi della città di Sebastopoli, fu annotato:
Nel settembre 1955 l'URSS riconobbe la RFT, e il cancelliere Adenauer a Mosca accettò l'instaurazione di relazioni diplomatiche insieme al rilascio di 10000 prigionieri di guerra tedeschi (sebbene Nikita Chruščëv avesse affermato in precedenza che non ci fosse un solo prigioniero di guerra in URSS). Nel 1955-1956, i detenuti sopravvissuti al processo di Sebastopoli furono rimpatriati in Germania.

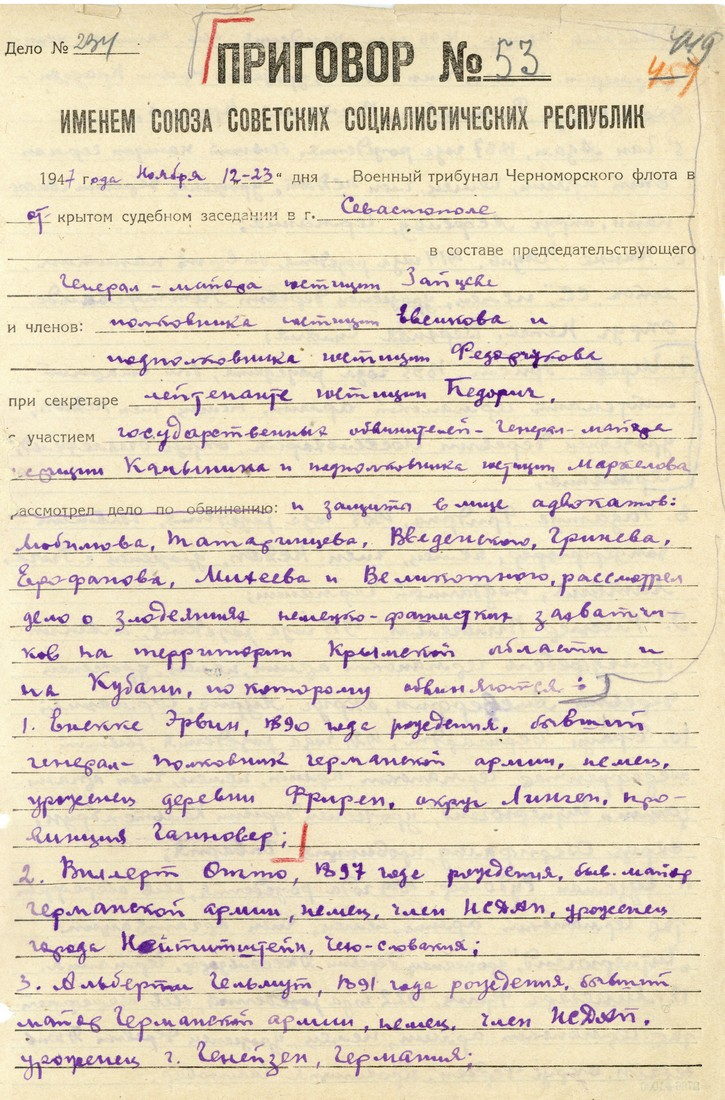
La prima pagina del verdetto del processo di Sebastopoli, 23 novembre 1947
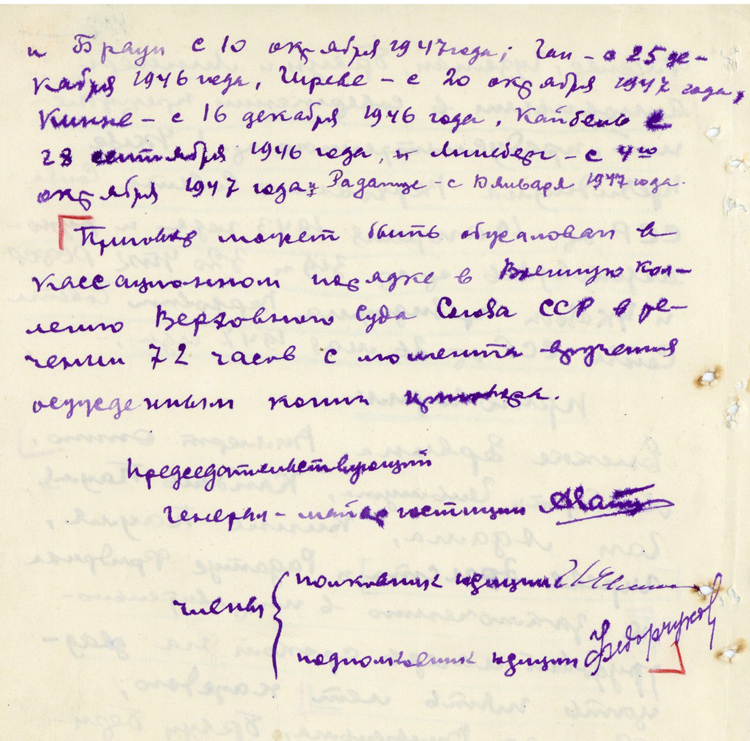
Il diritto di appello contro il verdetto del processo di Sebastopoli entro 72 ore
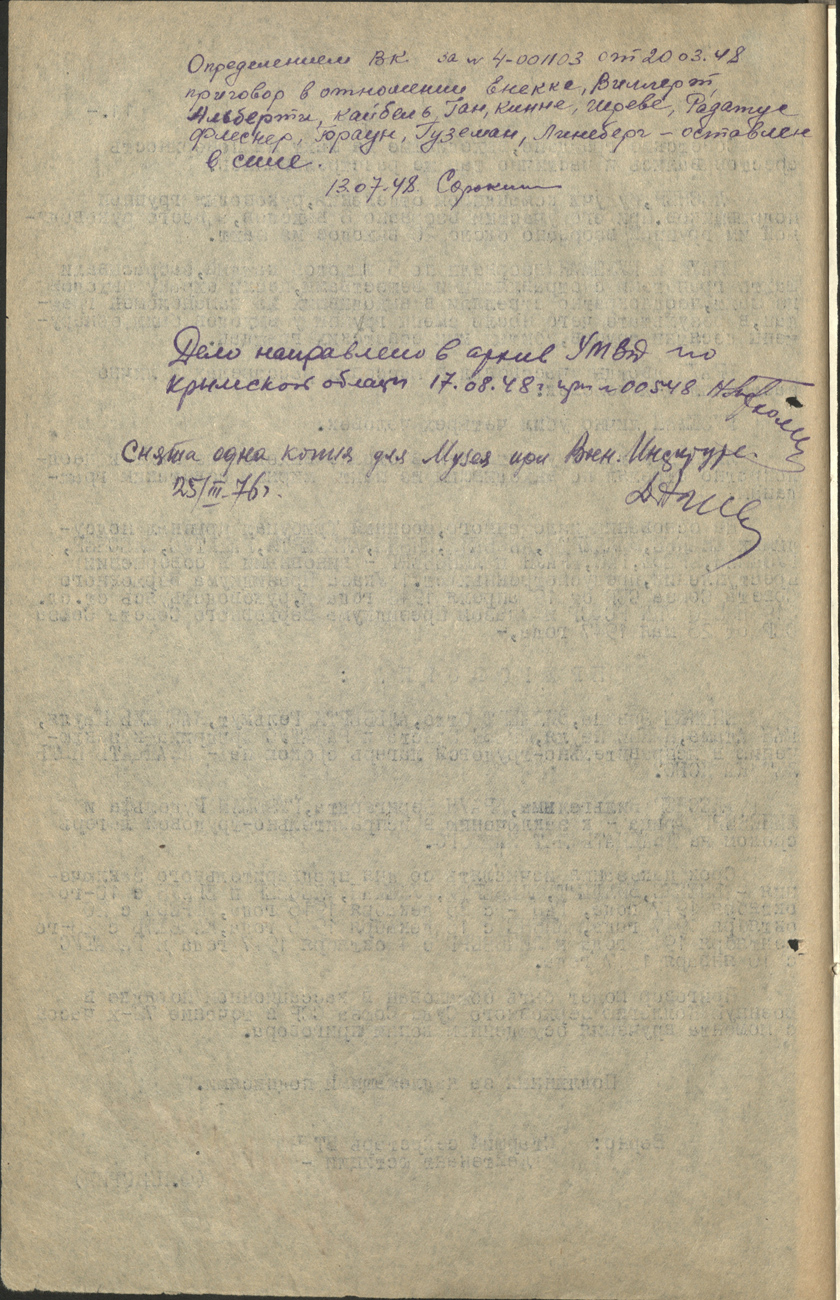
Informazioni sull'appello fallito del verdetto indicato sulla sua copia dattiloscritta negli archivi della città di Sebastopoli

## Copertura mediatica del processo

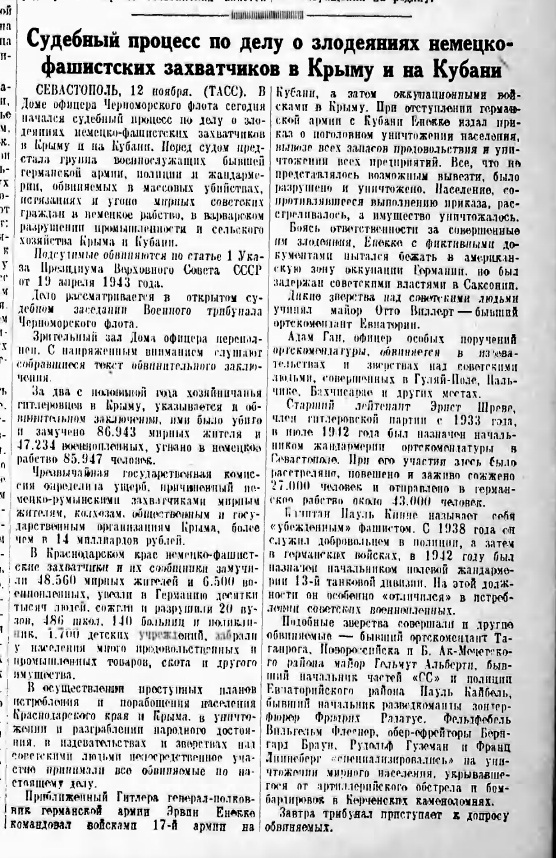
Rapporto di Izvestija sull'apertura del processo di Sebastopoli, 13 novembre 1947

Il processo di Sebastopoli fu seguito dai giornali sovietici: per il Soviet centrale furono le testate Izvestija e Krasnaja Zvezda; in Crimea le testate "Bandiera della Patria", "Gloria di Sebastopoli". Due rapporti di Izvestija, pubblicati il 16 e 21 novembre 1947, furono trasmessi da Sebastopoli per telefono dal corrispondente Leonid Kudrevatych.
I giornali pubblicarono le lettere dei cittadini sovietici dove furono chieste severe punizioni per gli imputati. Come in altri casi di questo tipo, i giornalisti sovietici usarono degli epiteti dispregiativi nei confronti degli imputati. Così, il corrispondente di Izvestija Leonid Kudrevatych usò i seguenti epiteti: "Dodici belve a due zampe", "gangster tedeschi", "sadici", "capi banditi", "barbari".
In uno dei suoi rapporti, Kudrevatych sottolineò che gli imputati commisero dei crimini non solo in URSS, ma anche in Europa:
- Perché hai fatto uccidere undici polacchi a Cracovia? - ha chiesto Keibel al processo.
- Fisicamente, non erano perfetti. - risponde l'aguzzino fascista.»

## Processi successivi per crimini di guerra in Crimea
Dopo il processo di Sebastopoli, l'identificazione e la condanna delle persone accusate dei crimini di guerra in Crimea proseguirono sia in URSS che all'estero.

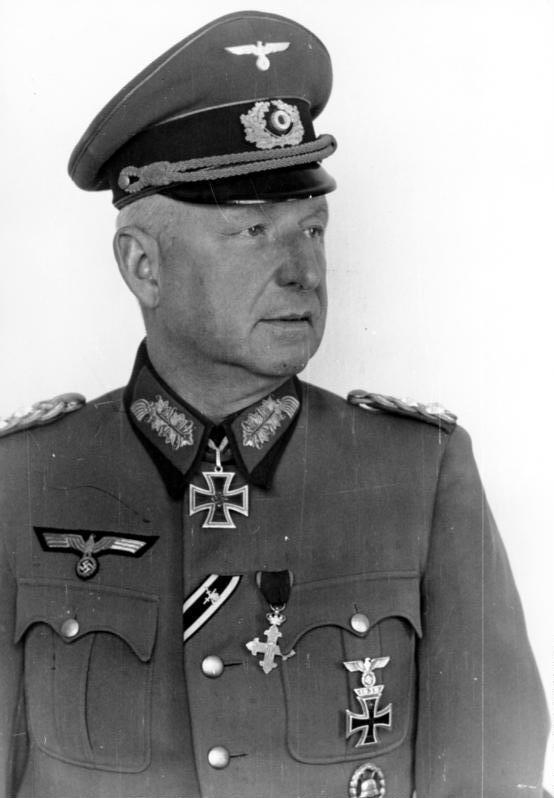
Erich von Manstein, foto 1942

### Il processo di Erich von Manstein
Il caso di Erich von Manstein fu esaminato dal tribunale militare britannico di Amburgo. Nel corso di questo processo, furono rivelati i dettagli delle esecuzioni di massa dei residenti a Eupatoria nel gennaio 1942. Per questi eventi, Erich von Manstein fu condannato a 18 anni di carcere nel dicembre 1949, rilasciato poi nel 1953 per motivi di salute, morì nel 1973.

### Processi a Sinferopoli dei collaborazionisti sovietici
Dopo il processo di Sebastopoli, i processi ai criminali di guerra continuarono tra i collaborazionisti sovietici. Negli anni successivi, in Crimea furono trovate delle altre fosse comuni precedentemente sconosciute di altre vittime: tali scoperte portarono all'avvio di nuove azioni investigative. Nel 1970, durante i lavori di scavo dell'autostrada Sinferopoli-Mykolaïvka, furono ritrovati altri luoghi precedentemente sconosciuti di esecuzioni di massa di cittadini sovietici durante l'occupazione della Crimea: in totale 28 pozzi da cui furono recuperati i resti di 1480 vittime. Fu condotta un'indagine che portò ad identificare tre gruppi di persone coinvolte nei reati. Proprio a Sinferopoli si tennero altri tre processi, nel 1972, 1974 e 1977: tutti gli imputati furono dichiarati colpevoli, la maggior parte degli imputati fu condannata a morte ed il resto a lunghe pene detentive. In particolare, Šichaj Asanov, Narsulu Menzatov e Enver Menametov furono processati nel 1974, nel processo presieduto dall'eroe dell'Unione Sovietica, il colonnello Efim Fradkov.

## Nella cultura di massa
Nel gennaio 1942, dei fotoreporter sovietici fotografarono i corpi delle persone uccise nel fosso Bagerovskij, in quel luogo i tedeschi uccisero diverse migliaia di ebrei e diverse centinaia di altri cittadini sovietici. Secondo il documento del GUPVI del 16 maggio 1947, a Sebastopoli doveva tenersi un altro processo contro 7 prigionieri coinvolti nelle esecuzioni del dicembre 1941 a Bagerovskij. Invece, nell'atto d'accusa del processo, le esecuzioni avvenute a Bagerovskij non furono prese in considerazione e quindi i 7 prigionieri non furono a loro volta inclusi nell'elenco degli imputati del processo di Sebastopoli. Nonostante questa decisione, gli scatti del fotoreporter Dmitrij Bal'termanc presso il fossato Bagerovskij, realizzati durante la liberazione di Kerč' all'inizio del 1942, ebbero comunque risonanza mondiale.
Nel 2019, la compagnia televisiva e radiofonica statale di Sebastopoli girò un film documentario "Sevastopol Norimberga" sul processo di Sebastopoli. Regista e sceneggiatore Konstantin Kovrigin.

### Pubblicazione dei materiali del processo di Sebastopoli
A partire dal 2021, sul sito web del progetto archivistico federale "Crimini dei nazisti e dei loro complici contro la popolazione civile dell'URSS durante la Grande Guerra Patriottica del 1941-1945", sono disponibili le scansioni dei documenti del processo di Sebastopoli.